# Élection libre de 1575-1576
L'Élection royale de 1575, deuxième élection libre de la république des Deux Nations se déroule en 1575/1576. 
Dans la nuit du 28 au 29 juin 1574, le roi Henri de Valois quitte secrètement la Pologne pour réclamer le trône de France. Le trône demeure sans monarque. Après une période d'interrègne et quelques mois de négociations, Étienne Báthory, soutenu par la maison Piast, devient le nouveau roi.

## Histoire
Le 11 mai 1573, Henri de Valois est élu roi de la Rzeczpospolita de Pologne-Lituanie sous le nom d'Henri de Valois (Henryk Walezy). Le 21 février, le jeune prince de 23 ans est sacré roi dans la cathédrale Saint-Stanislas, mais refuse d'épouser Anna Jagellon, sœur de Sigismond II Auguste, une femme quinquagénaire qu'il juge « laide ».
Il apprend par une lettre le 14 juin 1574 la mort de son frère le roi Charles IX, et songe alors à quitter la Pologne. Un roi de Pologne ne jouit pas d'autant de pouvoir qu'un roi de France et Henri regrette la cour de France réputée dans toute l'Europe pour ses fêtes. Sans la permission de la diète de Pologne, il s'échappe en catimini dans la nuit du 18 juin 1574 du palais royal du Wawel.
Après un nouvel interrègne de dix-huit mois, la diète décide d'élire un nouveau roi de Pologne.
Le candidat le plus sérieux est l'empereur du Saint-Empire, Maximilien II d’Autriche, grand favoris de la noblesse polonaise. Néanmoins, deux autres membres de la maison de Habsbourg sont également évoqués : l'archiduc Ernest (déjà candidat au trône en 1573), fils de Maximilien II, et l'archiduc Ferdinand, frère de Maximilien II. 
Le roi Jean III de Suède, soutenu par la noblesse protestante, reste une option tout comme le tsar Ivan IV le Terrible.
La Maison Piast, absente lors de la dernière élection royale, décide de soutenir la candidature du prince de Transylvanie, Étienne Báthory, soutenu par l'héritière des Jagellon, la princesse Anna Jagellon qui ne parvient pas à faire l'unanimité autour d'elle.
Dans un premier temps, Maximilien II est élu par les magnats le 12 décembre 1575 et proclamé roi par le primat, mais il ne peut prendre possession du royaume à cause de sa santé (il meurt le 12 octobre 1576). Après ce refus, les deux autres candidats Habsbourg ne parviennent plus à convaincre la noblesse qui se tourne vers Étienne Báthory, prince de Transylvanie, qui est finalement élu roi grâce à Jan Zamoyski et la noblesse le 14 décembre 1575, avec le soutien du sultan turc Mourad III. Il doit combattre Dantzig, réfractaire à son élection (1576-1577). Jan Zamoyski est nommé chancelier.
Pour légitimer son accession au trône, Báthory épouse le 1er mai 1576 Anna Jagellon (1523-1596), la sœur de Sigismond II Auguste le dernier roi de Pologne de cette dynastie. Le couple règne conjointement. Le gouvernement de la Transylvanie passe alors à son frère Christophe.